# Paulina Stulin

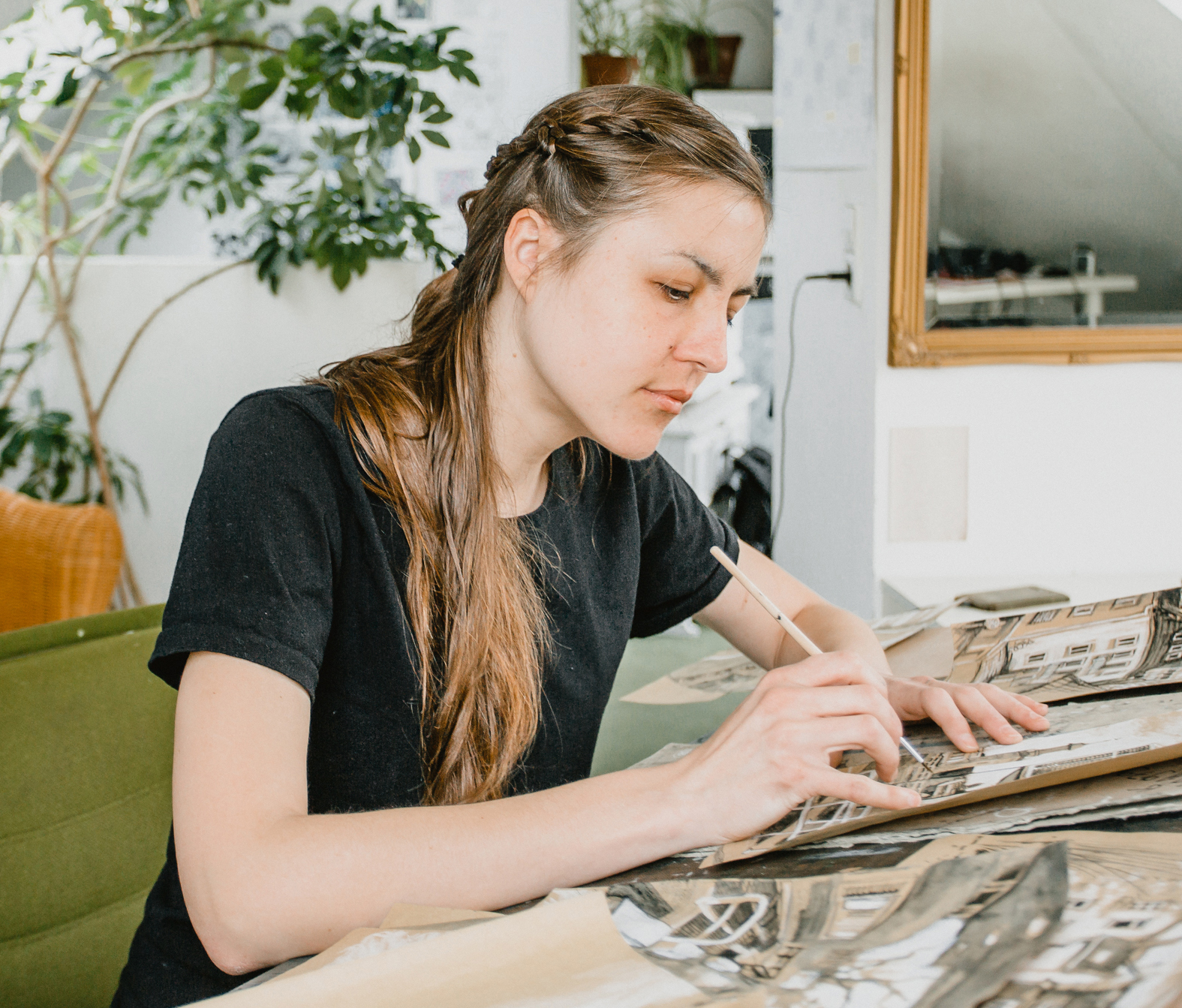
Paulina Stulin am Zeichentisch (2020)

Paulina Stulin (* 1985 in Breslau) ist eine deutsche Comic-Künstlerin aus Darmstadt. Ihre Comics sind zum größten Teil autobiografisch geprägt. Insbesondere für ihr drittes Werk Bei mir zuhause aus dem Jahr 2020, das wie alle ihre Veröffentlichungen beim Jaja Verlag erschien, erhielt sie größere Aufmerksamkeit. Sie zeichnet darin kleinere und größere Episoden aus etwa einem Jahr ihres Lebens nach. 2022 illustrierte sie erstmals einen Comic, den sie nicht selbst verfasst hatte; die Adaption Freibad entstand parallel zum gleichnamigen Film von Doris Dörrie. Stulin zeichnet hauptsächlich digital. Zu wiederkehrenden Themen in ihrem Schaffen gehören unter anderem Drogen(-konsum), Sexualität oder gesellschaftliche Rollenerwartungen an Frauen. Neben ihrer Tätigkeit als Comic-Künstlerin arbeitet sie noch als pädagogische Betreuung. Dazu produzierte sie mehrere Jahre (autobiografische) Podcasts.

## Leben und Werk
Paulina Stulin wurde 1985 im polnischen Breslau geboren und kam ein Jahr nach ihrer Geburt mit ihren Eltern nach Deutschland. Nach ihrem Realschulabschluss absolvierte sie eine Ausbildung als Sozialassistentin und erlangte anschließend ihre Fachhochschulreife mit Schwerpunkt Sozialwesen. Da bereits mehrere ihrer Bewerbungen von Kunsthochschulen abgelehnt wurden, versuchte es Stulin zunächst mit Sozialer Arbeit, brach dieses Studium 2007 allerdings ab. Stattdessen studierte sie ab 2007 bis 2012 Kommunikationsdesign in Darmstadt und absolvierte ein Semester an der Akademie der Bildenden Künste Krakau. Ihr erster Comic entstand als Entwurf für ihr Studium; sie adaptierte die Kurzgeschichte Theobald und Theodor von Jostein Gaarder. Sie schloss ihr Studium an der Hochschule Darmstadt als Diplom-Designerin ab. Stulin zeichnet bereits seit ihrer Kindheit. Laut eigener Aussage haben die Comics von Scott McCloud sie zu diesem Medium gebracht und ihrer lebenslangen Leidenschaft endlich einen Zweck gegeben. Mit Comics habe sie gefunden, wofür sie „zeichne, […] um eigene Geschichten zu erfinden, erfüllen zu können. Um Welten zu schaffen, in denen ich alles komplett autonom bestimmen kann“.
Im Januar 2014 erschien ihre erste Veröffentlichung Mindestens eine Sekunde und höchstens dein ganzes Leben beim Jaja Verlag; es handelt sich um ihre Diplomarbeit. In der autobiografisch geprägten Geschichte erzählt sie von Agnieszka, die ihr Studium an der Kunsthochschule in Krakau beginnt. Ihre Mutter ist wenig begeistert über die Rückkehr der Tochter in die alte Heimat, aus der sie geflohen ist. Agnieszka genießt ihre Freiheit als Studentin, sucht nach künstlerischer Inspiration und macht erste Erfahrungen mit harten Drogen, sieht sich in der Fremde aber auch das erste Mal mit sich selbst konfrontiert. Stulins zweiter Comic The Right Here Right Now Thing kam im gleichen Verlag wie schon ihr Debüt im Mai desselben Jahres heraus. Sie erzählt darin von einem Besuch einer jungen Frau bei Studienfreunden in Krakau. Dort hat diese einen One-Night-Stand mit einem Fremden. Dessen Gesicht wird nur als schwarze Fläche dargestellt; laut Stulin soll er dadurch nicht nur rätselhaft wirken, die gesichtslose Darstellung diene auch der besseren Identifikation des Lesers. Das erste Skript des Comics entstand innerhalb von etwa zehn Stunden unter Alkoholeinfluss im Oktober 2013, für die vollständige Umsetzung brauchte die Künstlerin sechs Monate.
An ihrem dritten und bisher umfangreichsten Werk Bei mir zuhause mit mehr als 600 Seiten arbeitete Stulin über fünf Jahre lang, bevor es im September 2020 vom Jaja Verlag publiziert wurde. Sie schildert darin kleinere und größere Episoden aus etwa einem Jahr ihres Lebens. Sie geht dabei auf zahlreiche Themen und Erlebnisse aus ihrem Alltag ein, darunter befinden sich Drogenkonsum, Ernährung, Feminismus, Körperbild, Liebeskummer, Politik und Sex. Ihre Dachgeschosswohnung, in der sich ihr Atelier befindet und in der sie seit ihrem 18. Lebensjahr lebt, stellt einen zentralen Handlungsort des Comics dar. Der Comic sei auch eine Mutprobe gewesen, der Kampf mit der Scham gehöre als wichtiger Bestandteil zur Geschichte. Insgesamt sei Stulin durch die Arbeit und Auseinandersetzung mit sich selbst menschlich gereift, auch durch die negativen Erfahrungen.
Anfang 2021 kam es zu einer Zusammenarbeit mit Doris Dörrie. Diese war als Comic-Fan auf Stulin aufmerksam geworden und schrieb sie mit der Frage an, ob sie den Film Freibad als Comic adaptieren wolle. Stulin arbeitete parallel zur Entstehung des Films gut zehn Monate an ihrer Umsetzung, allerdings ohne den fertigen Film zu kennen. Sie besuchte aber die Dreharbeiten vor Ort, um Eindrücke zu sammeln und Skizzen anzufertigen. Der Comic erschien im Juli 2022 beim Jaja Verlag, der Film kam im September 2022 in die deutschen Kinos. Im Mittelpunkt des titelgebenden Freibads für Frauen stehen die Gäste, Mitarbeiter und insbesondere deren zahlreiche Auseinandersetzungen. Stammkundinnen fühlen sich etwa von neuen Besucherinnen in Burkinis gestört, oder durch den neuen Bademeister, der aus Bewerbermangel ein Mann ist.
Da Stulin nicht ausschließlich von ihrer Tätigkeit als Comic-Künstlerin leben kann, arbeitet sie zusätzlich als pädagogische Betreuung für Kinder. Nach ihrem Studienabschluss hatte Stulin zunächst versucht, sich eine weitere Einkommensquelle als freie Illustratorin und Grafikdesignerin aufzubauen. Sie gab diese Tätigkeit allerdings schnell wieder auf, da laut ihr für „schöne Aufträge null Geld da ist und man […] sich für eklige Werbung hergeben muss“. Darüber hinaus gründete und organisiert sie den „Zeichenzirkel Darmstadt“, ein nichtkommerzielles Angebot, bei dem die Teilnehmer unter ihrer Anleitung Bilder von (Akt-)Modellen anfertigen. Stulin sieht den Zeichenkurs in der Tradition von Arbeiterbildungsvereinen und es ist ebenfalls Teil ihres Engagements für die „Kampagne für eine sozialistische Partei“.
Außerdem unterhielt sie zwischen April 2015 und Mai 2020 den Podcast Pingpong mit Pauli, in dem sie Menschen aus ihrem Umfeld interviewte, und veröffentlichte 27 Folgen. Ab Februar 2021 produzierte sie den Podcast In Echtzeit, in dem sie aus ihren Tagebüchern vorliest. Die Reihe startete mit Einträgen von Anfang bis Mitte 2015. Bis zum vorläufigen Ende am 24. Mai 2024 entstanden 80 Episoden. Zu dem Projekt wurde Stulin angeregt, als sie während ihrer fünfjährigen Arbeit an Bei mir zuhause Autobiografien als Hörbuch konsumierte, beispielsweise von David Sedaris, Augusten Burroughs oder Doris Dörrie, und selbst regelmäßig Tagebuch schrieb.

## Stil und Themen
Stulin arbeitet, bis auf Skizzen und Vorzeichnungen, bevorzugt mit einem Zeichentablett. So sind etwa Bei mir zuhause und Freibad vollständig digital gemalt. Als Vorlage für ihre Illustrationen verwendet sie unter anderem Fotos oder Skizzen, aber auch den Blick in einen Spiegel. Ihr naturalistischer Stil ist geprägt von einer weichen Linienführung und flächigen Illustrationen. Bei Deutschlandfunk Kultur wird der Stil von Bei mir zuhause als eine „Mischung aus fotorealistisch und […] Impressionismus“ beschrieben, comicgate vergleicht die Zeichnungen von Freibad mit Kreidebildern. Alle ihre Comics sind farbig koloriert, nur Mindestens eine Sekunde und höchstens dein ganzes Leben ist in schwarz-weiß gehalten. Insgesamt verwendet sie eher helle und leuchtende Farben, malt aber ebenfalls mit dunkleren Tönen. Mit Blick auf Freibad sind im Vergleich zum Film die starken Farben etwas dunkler getönt. Während ihr Erstlingswerk noch relativ klar und einfach gezeichnet ist, kann man bereits bei ihrem zweiten Comic eine zeichnerische Entwicklung erkennen. Der Comic The Right Here Right Now Thing ähnelt in der grafischen Umsetzung mehr dem nachfolgenden Werk Bei mir zuhause.
Ein wiederkehrendes Stilmittel der Seitengestaltung ist der regelmäßige Wechsel zwischen Seiten mit Dialogen und Text sowie wortlosen Sequenzen. In Bei mir zuhause zeichnet sie beispielsweise über sechs Seiten die einzelnen Handgriffe zur Zubereitung eines Knoblauchbaguettes. An anderer Stelle veranschaulicht sie ihre Fortschritte beim Sport, indem sie über mehrere Seiten von Frühling bis Winter durch die Jahreszeiten joggt. In The Right Here Right Now Thing und Freibad verzichtet sie ebenfalls mehrfach auf Texte und erzählt die Geschichten nur mit Hilfe der Illustrationen. Bei Ersterem zeigt sie auf den ersten Seiten einzelne Schritte, wie sie Drogen in ein Kondom einpackt, um diese für ihre Reise nach Polen über die Grenze zu schmuggeln. Bei Zweiterem sind mehrere Sequenzen zu sehen, die unterschiedliche Figuren beim Schwimmen zeigen. Regelmäßig ragen Teile der Bildelemente über die Panelränder hinaus. In Mindestens eine Sekunde und höchstens dein ganzes Leben und The Right Here Right Now Thing sind es beispielsweise Sprechblasen. Ein Panel in Bei mir zuhause zeigt die Hauptfigur auf dem Rücken liegend, ein Arm ist ausgestreckt. Dabei überschreiten Hand und Ellenbogen den Rahmen des Bildes. Wiederholt stellt sie in ihren Werken Figuren, Körper und Gesichter in facettenreiche Nahaufnahmen dar, um etwa die Mimik hervorzuheben oder den Blick auf bestimmte Details zu lenken.
Stulins Werk ist, bis auf Freibad, autobiografisch geprägt, aber zum Teil fiktionalisiert. Als Grundlage für ihre Comics dienen Geschichten aus ihren Tagebüchern, womit sie laut Eigenaussage ihre „schmutzige Wäsche in der Öffentlichkeit“ wasche. Die Tagebucheinträge strukturiert sie mit Hilfe des Zeichenprozesses. Dabei arbeitet sie meist vom Großen ins Kleine, indem sie etwa mit der Aufteilung einer Doppelseite beginnt und diese zum Schluss koloriert. Die autobiografischen Bezüge sind mal mehr, mal weniger deutlich zu erkennen. Wie schon ihr Debüt Mindestens eine Sekunde und höchstens dein ganzes Leben, spielt auch ihr zweites Werk vor der Kulisse Krakaus, wo Stulin ein Auslandssemester verbrachte. Die Hauptfigur von Mindestens eine Sekunde und höchstens dein ganzes Leben heißt Agnieszka, die junge Frau in The Right Here Right Now Thing bleibt namenlos und in Bei mir zuhause trägt die Protagonistin den Namen Paulina. Am deutlichsten werden die autobiografischen Bezüge in Bei mir zuhause, dessen Handlung zu einem großen Teil in Stulins Wohnung, die gleichzeitig ihr Atelier ist, spielt. Laut Stulin lässt sie dabei bewusst offen, was genau autobiografisch korrekt wiedergegeben ist, auch um ihre Erzählung in Teilen radikaler und drastischer darstellen zu können.

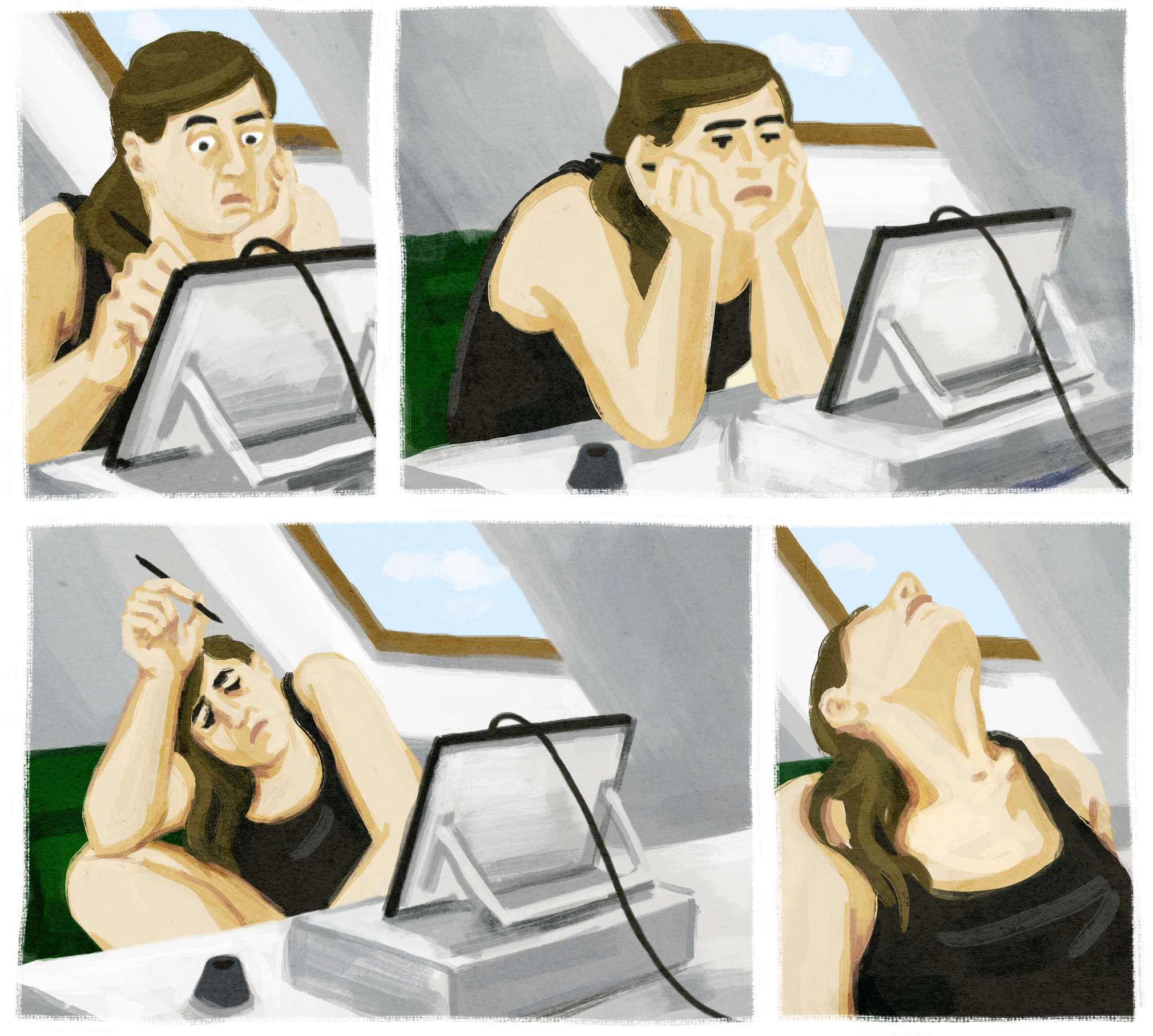
Auszug aus Bei mir zuhause (2020)

Bis auf Freibad nennt Alex Jakubowski „Zuhause“ als zentrales Leitmotiv von Stulins Werken: „Zuhause. Bei sich sein. Ankommen. Irgendwann.“ Der Weg dorthin sei oft beschwerlich. Dabei sind Drogenkonsum und Feminismus wiederkehrende Themen in Stulins Schaffen. Während es in Mit Mindestens eine Sekunde und höchstens dein ganzes Leben um den schädlichen Einfluss von Drogen geht, ist der Konsum in The Right Here Right Now Thing eher legitimer Bestandteil des Alltags. Hinsichtlich feministischer Themen spielen die Freiheit des weiblichen Körpers und der weiblichen Sexualität eine zentrale Rolle, was unter anderem anhand wechselnder Sexualpartner und One-Night-Stands deutlich wird. Das gilt insbesondere für Bei mir zuhause, aber auch The Right Here Right Now Thing und Freibad. In Ersterem beschäftigt sie sich ebenfalls mit weiblicher Körperbehaarung – ihre Achselhöhlen sind deutlich sichtbar nicht rasiert – und konterkariert damit gängige Schönheitsideale. An anderer Stelle befindet sie sich im Zwiespalt, wenn sie durch gängige Erwartungen und Idealvorstellungen in ihrem Denken beeinflusst wird. So ist sie zum Beispiel unzufrieden mit ihrem Körper und möchte ihn mit gesunder Ernährung, Verzicht auf Fast Food und Sport optimieren, um Gewicht zu verlieren. In Freibad stehen Fragen rund um kulturelle, sexuelle und religiöse Identität oder die Entscheidungsfreiheit über den eigenen Körper im Mittelpunkt. Unter anderem wird vor diesem Hintergrund das Spannungsverhältnis zwischen Nacktheit und Verhüllung sowie das Empfinden von Scham oder Schamlosigkeit behandelt. Dabei werden die Aspekte nicht nur aus unterschiedlichen weiblichen Perspektiven betrachtet, sondern auch mit Blick auf normative Schönheitsideale oder Bodyshaming. Im Gegensatz zu ihren autobiografisch geprägten Veröffentlichungen, die insgesamt grüblerisch und introspektiv ausfallen, schlägt sie bei Freibad einen eher lockeren und humorvollen Ton an.

## Ausstellungen
In Zusammenarbeit mit dem Verein Community for all entstand im Jahr 2019 die Ausstellung Break the Isolation – Portraits aus dem Abschiebegefängnis. Der Verein unterstützt Inhaftierte der Abschiebungshafteinrichtung Darmstadt, etwa durch Besuche vor Ort, bereitgestellte Mobiltelefone und vermittelte Rechtsberatung oder Bereitstellung von Dolmetschern. Mit der Ausstellung wollten Stulin und der Verein dazu beitragen, „Menschen und ihre Schicksale sichtbar zu machen“. Sie zeichnete acht Bilder in schwarz-weiß mit aquarellierbarem Buntstift auf braunem Papier. Sieben der Zeichnungen porträtieren jeweils einen Inhaftierten in frontaler Ansicht. Eine Illustration zeigt eine Außenansicht vom Abschiebegefängnis; in dem Ausschnitt sind vor allem vergitterte Fenster und Stacheldraht zu sehen. Die Werke sollen gemäß Stulin „Empörung auslösen“ und „emotionale Reaktionen hervorrufen“. Ebenso seien die Bilder für sie als „politische Positionierung“ zu verstehen, die sie als „explizite Prämisse ihres künstlerischen Schaffens“ betrachtet. Break the Isolation wurde an verschiedenen Veranstaltungsorten in Darmstadt ausgestellt, beispielsweise am 6. Mai 2019 beim Kulturprojekt 806qm oder vom 1. bis zum 3. August 2021 im Amt für künstlerische Vermessung. Aufbauend auf der Ausstellung entstand das Sachbuch Die Würde des Menschen ist abschiebbar. Einblicke in Geschichte, Bedingungen und Realitäten deutscher Abschiebehaft von Lina Droste und Sebastian Nitschke, das im Juli 2021 bei edition assemblage herauskam. Stulins Zeichnungen wurden erneut für diese Veröffentlichung genutzt, unter anderem zeigt das Titelbild die Außenansicht des Abschiebegefängisses.
Vom 27. September 2024 bis zum 17. November 2024 zeigte das Caricatura Museum für Komische Kunst eine Kabinettausstellung unter dem Titel „Paulina Stulin. Comics über Leben“. Aufgrund der Nachfrage wurde die Ausstellung bis zum 19. Januar 2025 verlängert. Dort waren hauptsächlich Auszüge aus Bei mir Zuhause und Freibad zu sehen. Es wurden aber ebenfalls Skizzen und Zeichenstudien, Seiten aus Stulins Tagebüchern oder Ausschnitte aus der Korrespondenz mit Doris Dörrie bezüglich Freibad gezeigt. Die Kabinettsausstellung bildete den Auftakt einer neuen Ausstellungsreihe „Caricatura Salon“ des Museums, die sich Themen jenseits der für das Museum sonst üblichen Ausstellungsdisziplinen von Cartoon und Karikatur widmet.
Die Ludwiggalerie Schloss Oberhausen organisierte im Kleinen Schloss vom 20. Oktober 2024 bis zum 2. Februar 2025 die Gruppenausstellung Aus der Rolle gefallen – Deutsche Comiczeichnerinnen im Blick; zu sehen waren sowohl Originalzeichnungen, als auch Reproduktionen. Der Titel der Ausstellung Aus der Rolle gefallen solle bereits zeigen, dass es inhaltlich um vertraute aber auch zu hinterfragende Rollenerwartungen an Frauen gehe. Neben Paulina Stulin wurden noch Leben und Werk von Franziska Becker, Julia Bernhard, Lisa Frühbeis und Mia Oberländer vorgestellt. Die gezeigten Künstlerinnen gehören, bis auf Becker, zu den Jahrgängen von Mitte der 1980er bis Mitte der 1990er Jahre. Damit sind sie laut den Ausstellern „Stimmen einer Generation, in der es immer selbstverständlicher wird“ in einer vormals männlich dominierten Comicszene (was für Künstler wie auch Leser gelte), „auch weibliche Themen in den gezeichneten Geschichten zu besetzen“. Dabei sei es besonders erwähnenswert, dass es sich bei den fünf Comic-Künstlerinnen um „Doppeltalente handelt“, da sie sowohl Inhalt und Text, als auch Illustrationen selbst verantworten. Tenor der Ausstellung ist laut Jörg Restoff auf kulturwest.de, dass „herkömmliche Erzählmuster der Comics […] aus der weiblichen Perspektive hinterfragt und umgestrickt“ werden, beispielsweise mit Blick auf „Schönheitsideale, Sexualität oder das tendenziell problematische Verhältnis zum eigenen, als unzureichend empfundenen Körper“.

## Auszeichnungen
Im Jahr 2015 erhielt Stulin den ICOM Independent Comic Preis für The Right Here Right Now Thing in der Kategorie „Herausragendes Szenario“. Stulin wähle besondere Momente ihres Lebens aus und arrangiere diese in „Panels und Seitenlayouts zu erzählenswerten Geschichten“. Dabei komme die philosophisch tiefgründige Erzählung auf „leichten Füßen daher und nimmt sich dabei selbst nicht allzu ernst“.
Die Redaktion von Alfonz wählte Bei mir zuhause auf den zehnten Platz der „Comics des Jahres 2020“, der Titel sei eine „eindringliche Studie des mäandrierenden Lebens einer jungen Frau, die zwar weiß, was sie will, [...] aber ihren eigentlichen Platz in der Welt noch nicht gefunden hat“. 2022 war der Comic für den Max-und-Moritz-Preis nominiert. In Heft 148 der Zeitschrift Comixene, das Ende 2024 erschien, wurde Bei mir zuhause in die Liste der „111 besten Graphic Novels“ aufgenommen, auf der sich unter anderem auch Maus – Die Geschichte eines Überlebenden von Art Spiegelmann oder Ein Vertrag mit Gott von Will Eisner befinden.

## Kritiken
Stulins Veröffentlichungen wurden von Kritikern meist positiv besprochen. Laut Christian Muschweck bei comicgate sei Stulin mit Mit Mindestens eine Sekunde und höchstens dein ganzes Leben eine „runde kleine Novelle gelungen, die vor allem durch ihren durchdachten Aufbau überzeugt“. Trotz kleinerer Schwächen bleibe ein überzeugender Gesamteindruck. Stulin gelängen einige „durchaus schöne Seiten- und Bildkonstruktionen“, auf Dauer wirkten die Illustrationen auf Muschweck aber „doch steril und eintönig“. Man bemerke einen deutlichen Unterschied zwischen ihrem Erstlingswerk und The Right Here Right Now Thing, so Muschweck. Bei ihrem Debüt ginge es noch um die schädlichen Folgen von Drogenkonsum auf eine ungefestigte Persönlichkeit, während ihre zweite Publikation Drogen als legitimen „Bestandteil des Über-die Stränge-Schlagens, ein Hilfsmittel, um den Alltag möglichst schnell hinter sich zu lassen“ zeige. Kenne man „das Gefühl einer gelungenen Nacht und des Katers ohne Reue“, werde man The Right Here Right Now Thing lieben.
Insbesondere ihr drittes und bisher umfangreichstes Werk Bei mir zuhause fand größere mediale Beachtung. Für Andreas Platthaus in der  Frankfurter Allgemeinen Zeitung stellt bereits Stulins Comicdebüt einen „fulminante[n] Start […] mit zwei autobiographischen Bänden in einem Jahr“ dar. Die äußerst komplexe dritte Veröffentlichung zeige deutlich, dass „sich Paulina Stulins Erzählgeschick extrem weiterentwickelt“ habe. Der Band sei ein Persönlichkeitsporträt, „das in dieser Intensität wenig Konkurrenz im deutschsprachigen Comic hat“. Auch Alex Jakubowski hält in Alfonz fest, dass Stulin stilistisch und zeichnerisch einen „großen Sprung“ gemacht habe. Ihre episodenhaften Geschichten seien mal „laut mit viel Text, mal leise, ganz ohne Worte“ gestaltet. Lydia Herms beschreibt bei Deutschlandfunk Nova die Graphic Novel als eine „intime Auseinandersetzung der Autorin mit sich selbst“. In Strapazin spiegelt sich für Jonas Engelmann Zuhause in verschiedenen Aspekten wider, in der eigenen Wohnung und vertrauten Orten in Darmstadt, aber auch im Innenleben und Körper der Comicautorin. Stulin wurde aufgrund der Veröffentlichung von Bei mir Zuhause auch in der 3sat-Kulturzeit und im ARD-Nachtmagazin vorgestellt.
Im Mikrokosmos Freibad erzähle die Comicumsetzung des gleichnamigen Films von gesellschaftlichen Konflikten und Fragen unter anderem zu Körperpolitik, Frauenrechten oder kulturellen und religiösen Unterschieden, hält Lara Keilbart im Tagesspiegel fest. Die Geschichte bleibe durch „humorvolle Einwürfe und Situationen jedoch luftig und leicht verdaulich“. Man könne zwar über die Themen nachdenken, müsse es aber nicht. Dank Stulins weicher Linienführung und sanfter Kolorierung sowie ausdrucksstarker Mimik der Protagonistinnen „ziehen [die Zeichnungen] das Publikum nah an das Geschehen heran“. Christian Muschweck findet bei comicgate, dass Dörrie und Stulin für Freibad „tief in die Mottenkiste der Klischees und Vorurteile [greifen]“, wenn sie mit der „doch etwas altbackenen Fernsehspieldramaturgie die heißesten Diskurse unserer Zeit aufs Korn nehmen“. In der „Kampfzone Freibad“ eskaliere einfach alles, der Humor sei stets „professionell und routiniert auf Pointe getrimmt“. Das Figurenensemble falle durchaus „nachvollziehbar differenziert“ aus, beispielsweise Yasemin, die aus „vermeintlich emanzipatorischen Gründen“ einen Burkini trage. Man erkenne, dass Stulin „sichtlich Spaß an der Realisierung des Drehbuchs […] gehabt haben muss“. Ihr Zeichenstil bringe „trefflich, stillere, gefühlvolle Erzählpassagen mit der burlesken Grundstimmung in Einklang“.

## Veröffentlichungen (Auswahl)
- Mindestens eine Sekunde und höchstens dein ganzes Leben. Jaja Verlag 2014, 116 Seiten, Softcover mit Panoramaumschlag, ISBN 978-3-943417-39-5
- The Right Here Right Now Thing. Jaja Verlag 2014, 52 Seiten, Softcover, ISBN 978-3-943417-48-7
- Bei mir zuhause. Jaja Verlag 2020, 612 Seiten, Hardcover, ISBN 978-3-948904-00-5
- Die Würde des Menschen ist abschiebbar. Einblicke in Geschichte, Bedingungen und Realitäten deutscher Abschiebehaft. Sachbuch von Lina Droste und Sebastian Nitschke unter anderem mit Illustrationen von Paulina Stulin, edition assemblage 2021, 288 Seiten, Paperback, ISBN 978-3-96042-102-3
- Freibad. Jaja Verlag 2022, 296 Seiten, Hardcover, ISBN 978-3-948904-38-8